# فرانتیر (داکوتای شمالی)
فرانتیر(به انگلیسی: Frontier) شهری در ایالت داکوتای شمالی کشور ایالات متحده آمریکا است که جمعیت آن در سرشماری سال ۲۰۱۰ میلادی، ۲۱۴ نفر بوده‌است.